# Monolepta gestroi
Monolepta gestroi es una especie de insecto coleóptero de la familia Chrysomelidae.
Fue descrita científicamente en 1924 por Jacoby.